# Фармакогенетика
Фармакогене́тика (др.-греч. φάρμακον — лекарство и генетика) — раздел медицинской генетики, изучающий наследственные основы вариабельности эффектов лекарственных средств и позволяющий предсказывать степень проявления возможных побочных эффектов действия лекарства в случае каждого пациента. Побочные эффекты, вызванные большинством препаратов, имеют прямые корреляции с известными полиморфизмами в генах, кодирующих ключевые метаболические белки, поэтому на данный момент фармакогенетика вызывает большой интерес в клинической практике.
Наряду с термином фармакогенетика, сейчас часто используется термин фармакогеномика. Данные области науки изучают одно и то же, но в качестве данных фармакогеномика использует последовательность полного генома человека, а фармакогенетика — все возможные последовательности.

## История
Историю фармакогенетики можно проследить с античных времён, когда в 510 году до нашей эры Пифагор отметил проявление потенциально смертельной реакции на бобы не у всех людей, а лишь у некоторых. С тех пор произошло много событий, позволивших определить фармакогенетику как отдельное научное направление.
| Год              | Личность, сделавшая открытие            | Событие |
| 510 до нашей эры | Пифагор                                 | Осознание опасности бобов в качестве пищи (впоследствии оказалось связано с недостаточностью глюкозо-6-фосфатдегидрогеназы)          |
| 1866             | Мендель                                 | Установление законов наследственности                                                                                                |
| 1906             | Гаррод                                  | Публикация «Врожденные ошибки метаболизма»                                                                                           |
| 1932             | Снайдер                                 | Характеристика «неспособности ощущать вкус фенилтиокарбамида» как аутосомно-рецессивной болезни                                      |
| 1956             | Карсон et al.                           | Открытие недостаточности глюкозо-6-фосфатдегидрогеназы                                                                               |
| 1957             | Мотульски                               | Уточнение концепта, что наследственные дефекты метаболизма могут объяснить индивидуальные различия в ответе на лекарственную терапию |
| 1957             | Кэлоу и Дженест                         | Характеристика недостаточности псевдохолинэстеразы                                                                                   |
| 1957             | Фогель                                  | Изобретение термина «фармакогенетика»                                                                                                |
| 1960             | Прайс Эванс                             | Характеристика ацетиляторного полиморфизма                                                                                           |
| 1962             | Кэлоу                                   | Публикация «Фармакогенетика — Наследственность и ответ на лекарственную терапию»                                                     |
| 1977/79          | Махджуб et al. and Айхельбаум et al.    | Открытие полиморфизма дебрисокингидроксилазы и спартеиноксидазы                                                                      |
| 1988             | Гонзалез et al.                         | Характеристика генетического дефекта в дебрисокингидроксилазе, позже названного CYP2D6                                               |
| 1988—2000        |                                         | Определение специфичных полиморфизмов в ферментах различных фаз лекарственного метаболизма и в лекарственных транспортёрах           |
| 2000             | Проект «Геном Человека»                 | Завершение первого черновика генома человека                                                                                         |
| 2000             | The International SNP Map Working Group | Завершение карты вариаций последовательности генома человека, содержащей 1.42 миллиона однонуклеотидных полиморфизмов                |

## Успехи в предсказании лекарственных взаимодействий

### CYP2C19
Большинство лекарственных препаратов, вызывающих побочные эффекты, имеют взаимосвязь с известными полиморфизмами в геномах ключевых метаболических белков. Терапевты и онкологи используют фармакогенетическое тестирование для подбора лекарств и выбора стратегии лечения.
Plavix - пролекарство, одним из активных компонентов которого является ингибитор агрегации тромбоцитов. Препарат является лидером продаж в мире и часто используется для предотвращения атеротромбических осложнений. Но несмотря на распространённость, известно, что для определённой группы людей он имеет жёсткие ограничения в дозировке принимаемого препарата. Исследование GWAS провели взаимосвязь между геном CYP2C19 и отклонениями в метаболизме препарата. Учёные выяснили, что Plavix вызывает у пациентов преждевременное свёртывание, если принимающий имеет определённый полиморфизм в геноме.

### Витамин Е
Как известно, витамин Е — это жирорастворимый витамин, который выполняет множество функций в организме человека. Было доказано, что витамин Е может оказывать как положительное, так и отрицательное действие на организм диабетика в зависимости от генотипа человека.  Гаптоглобин — это антиоксидант, нейтрализующий окислительную активность гемоглобина. Существует две аллели этого белка: аллель 2 проявляет менее оксидантные свойства, чем аллель 1. В связи с чем диабетики с генотипом гаплоглобин 2-2 имеют более повышенный риск заболевания сердечно-сосудистыми заболеваниями. Также данный белок является важным звеном в поддержании функционирования липопротеинов высокой плотности — липопротеинов, убирающих холестерин из крови. В свою очередь, витамин E увеличивает их активность. Таким образом, у человека с генотипом гапоглобин 2-2 витамин Е значительно повышает функцию ЛВП, чем при менее активном гаптоглобине, что снижает риск сердечно-сосудистых заболеваний. Но при  генотипе гаплоглобин 2-1 витамин Е и гаптоглобин совместно повышают функционирование ЛВП, что приводит к увеличению риска сердечно-сосудистых заболеваний.

### Гепатит C
Полиморфизм вблизи гена интерферона человека может предсказать эффективность искусственного лечения гепатита C. Для генотипа 1 гепатит C лечится пегилированным интерфероном-альфа-2а или пегилированным интерфероном-альфа-2б (коммерческие названия: Пегасис и Пегинтрон) в комбинации с Рибавирином. Было показано, что генетические полиморфизмы вблизи IL28B гена, кодирующего интерфероновую лямбду 3, существенно влияют на реакцию пациента в ответ на лечение. Вполне вероятно, что больные гепатитом C генотипа 1, имеющие определённые генетически различные аллели около гена IL28B,  поддаются вирулогическому ответу после лечения лучше, чем другие, и было показано, что те же самые генетические различия также связаны с естественным разрешением гепатита C генотипа 1.

### Фармакогенетика в онкологии
Фармакогенетика является мощным инструментом в клинической онкологии, поскольку у большинства противораковых препаратов очень узкий терапевтический спектр использования, и пациенты с ослабленным состоянием могут испытывать детоксикацию от лекарств. На практике генетические дерегуляции связаны с генами DPD, UGT1A1, TPMT, CDA и CYP2D6. Так, на основе геномных данных подбирают терапию, связанную с выбором между таким препаратом как 5-FU и капецитабином, иринотеканом, меркаптопурином и азатиоприном, гемцитабином и капецитабином, AraC и тамоксифеном.

## Интеграция фармакогенетики в здравоохранение
Несмотря на многочисленные успехи медикаментозного лечения, большинство лекарств не тестируется с помощью GWAS. Однако было установлено, что более 25% распространённых лекарственных методов опираются на генетическую информацию, которая может быть использована в области медицины. Если персонализированная медицина станет широко распространена, то лекарственная терапия будет более эффективной и менее дорогостоящей за счёт прекращения выписывания рецептов препаратов, которые были признаны безрезультатными или сильно опасными из-за побочных эффектов, появляющихся у определённых генотипов. Для фармацевтических компаний очень затратно останавливать производство лекарства из-за того, что небольшая часть населения испытывает сильные побочные действия, но при помощи фармакогенетики возможна разработка и лицензирование препарата, предназначенного специально для той группы людей, которые генетически предрасположены к вредоносным побочным эффектам.
Способность анализировать ДНК индивидуума, чтобы определить, может ли конкретное лекарство усвоиться организмом, имеет применение во всех областях медицины. Фармакогенетика — это потенциальное решение по предотвращению значительного количества смертей, происходящих ежегодно из-за побочных эффектов медикаментов. Компании или лаборатории, ответственные за проведение таких тестов,  могут проанализировать  лекарства любых направлений — гипотензивное, антиангинальное или диуретическое — и показать, какие лекарства организм может нормально усваивать, а какие вызывают явные отклонения. Лишь единожды проведённый анализ даст такую ценную информацию как обобщение о генетических полиморфизмах индивидуума, что может помочь в экстренных ситуациях.

## Этика
Фармакогенетика стала неоднозначной темой в области биоэтики. По сути, это нововведение не только для медицины, но и для всей общественности — она может оказать огромное влияние на общество, так как предполагает изменение стандартных методов лечения как распространённых, так и редких заболеваний. В связи с этим уже возникают некоторые вопросы этического плана, многие из которых, стоит заметить, находят решение. Такого рода этические вопросы, возникшие с внедрением фармакогенетики, можно разделить на три группы. Во-первых, как именно изменится разработка лекарств и будут ли тесты доступны для всех пациентов. Вторая проблема касается конфиденциальности хранения и использования генетической информации. В-третьих, будут ли пациенты иметь какой-либо контроль над подобными тестами.
Фармакогенетика — новый процесс, который может улучшить лекарственную терапию, при этом существенно снизив вероятность проявления побочных эффектов. Но этические проблемы проводимых тестов всё ещё остаются под вопросом и требуют введения жёсткой политики в будущем.